# Bain-Nunatak
Der Bain-Nunatak ist ein  Nunatak an der Küste des ostantarktischen Mac-Robertson-Lands. Er gehört zu den Manning-Nunatakkern und ragt an der Ostflanke des Amery-Schelfeises auf.
Luftaufnahmen dieses und der benachbarten Nunatakker entstanden bei der US-amerikanischen Operation Highjump (1946–1947) und 1957 im Rahmen der Australian National Antarctic Research Expeditions (ANARE). Teilnehmer einer sowjetischen Antarktisexpedition besuchten sie im Jahr 1965. Gleiches gilt für eine ANARE-Mannschaft im Jahr 1969, deren eigentliches Zielgebiet die Prince Charles Mountains waren. Namensgeber des hier beschriebenen Nunatak ist Christopher R. Bain, Mitglied dieser Mannschaft und im selben Jahr auch Wetterbeobachter auf der Mawson-Station.